# Relina

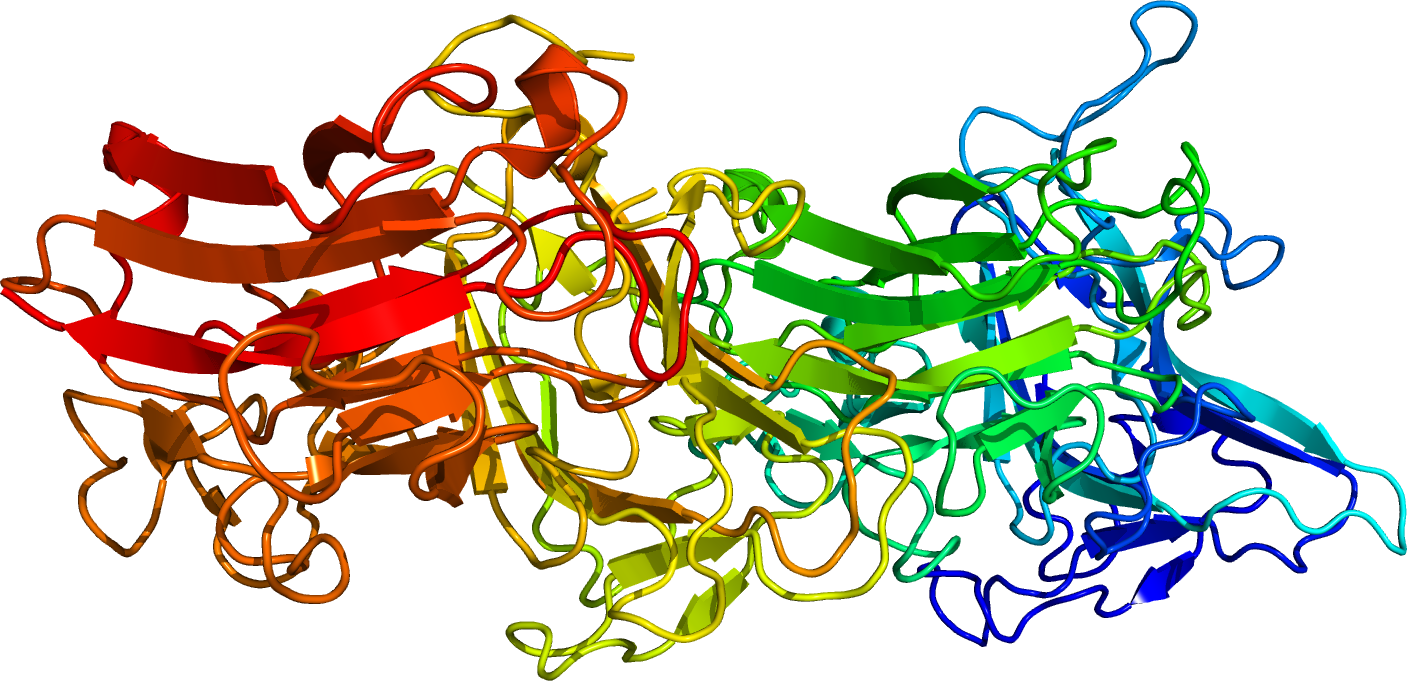

Relina è una proteina che s'incontra principalmente nel cervello e negli altri tessuti ed organi umani. Questa glicoproteina esegue un numero di funzioni, la più importante tra cui è quella di gestione della migrazione e posizionamento delle cellule nervose staminali durante l'embriogenesi e nei primi tempi dopo la nascita, il che è molto importante per la formazione della corteccia cerebrale e le altre strutture del cervello. Nel cervello degli adulti relina regola il posizionamento dei neuroni, e anche opera nei meccanismi di memoria ed educazione modulando la plasticità sinaptica, rafforzando e mantenendo la potenziazione a lungo termine e stimolando lo sviluppo dei dendriti.
La parola “relina” deriva dal verbo inglese “to reel” – girare, andare con passo malfermo, e gli scienziati hanno notato che i topi sofferenti della carenza genetica di relina avevano proprio questo passo. La carenza acuta di proteina provoca la migrazione dei neuroni alterata, e se il gene codificante la sintesi di relina è completamente bloccato (genotipo omozigotico), si registra l'inversione degli strati della corteccia cerebrale. Quando il genotipo è eterozigotico, la patologia cerebrale dei topi non è così grave però somiglia a quella di psicosi umana. La mancanza genetica di relina provoca lissencefalia, oligofrenia di grado elevato ed epilessia. La carenza considerevole di relina si registra nei casi di schizofrenia e disturbo bipolare, però bisogna prendere in considerazione l'influenza potenziale di medicine. C'è un'ipotesi secondo la quale i polimorfismi di gene RELN sono legati a schizofrenia e malattia di Alzheimer. Inoltre, la proteina relina e il suo adattatore molecolare Dab-1, sembrano regolare alcuni meccanismi di tumorigenicità nel Glioblastoma Multiforme.

## La storia del ritrovato e la ricerca
A mezzo dei topi mutanti gli scienziati hanno esaminato i meccanismi profondi dello sviluppo del sistema nervoso centrale. I primi che hanno cominciato ad identificare le mutazioni spontanee dei topi erano i neuro-fisiologi che si occupavano del comportamento motorico. Trovare questi topi neonati era abbastanza facile: i mutanti non erano capaci di muoversi in gabbia in un modo giusto. Gli scienziati hanno preso alcuni topi e li hanno chiamati secondo i caratteri degli ultimi: reeler (roteggiante), weaver (dondolante), lurcher (sbandante), nervous (nervoso) e staggerer (tentennante).